# Fancy Free
Fancy Free é um balé de Jerome Robbins, produzido pelo Balé de Nova Iorque, com música de Leonard Bernstein, cenários de Oliver Smith, roupas de Kermit Love e iluminação de Ronald Bates. A estréia aconteceu no dia 18 de Abril de 1944 no Metropolitan Opera House, Nova Iorque. A estréia no Balé da Cidade de Nova Iorque aconteceu no dia 31 de Janeiro de 1980.

## Cenário
O cenário é em um bar e em sua respectiva calçada, na Cidade de Nova Iorque, em tempos de guerra. Três marinheiros que acabaram de chegar a costa estão bebendo e gargalhando e ficam procurando por companhia feminina. Uma bela garota passa e os três marinheiros disputam sua atenção. Ela foge, perseguida por dois dos marinheiros. O terceiro acabou ficando pra trás e acaba encontrando uma pela garota que passava pela rua, e convida-a para um drink e acaba impressionando a garota com suas histórias militares.
Os outros dois marinheiros chegam com a primeira garota, que reconhece a segunda como amiga. Os marinheiros então percebem a situação: três homens para apenas duas meninas. Os casais então dançam e trocando de pares, sendo que um sempre dança sozinho. Finalmente eles decidem realizar uma competição de dança para que as meninas escolham com quem querem ficar. As meninas não conseguem decidir e começa uma briga. As garotas aterrorizadas fogem. Vendo que suas parceiras fugiram, eles recomeçam a beber e ficar procurando por companhia e, novamente, veem uma linda garota passar e correm atrás dela.

## Elenco

### Original
- Muriel Bentley
- Janet Reed
- Shirley Eckl
- John Kriza
- Harold Lang
- Jerome Robbins

### Celebração à Jerome Robbins (2008)
- Amanda Hankes
- Tiler Peck
- Briana Shepherd
- Damian Woetzel
- Joaquín de Luz
- Ethan Stiefel
- Jason Fowler